# Манасія (монастир)
Монастир Манасія (серб. манастир Манасија), також відомий як монастир Ресава (серб. манастир Ресава) — жіночий монастир Сербської православної церкви, розташований у Поморавському окрузі Сербії близ містечка Деспотовац. Заснований деспотом Стефаном Лазаровичем між 1406 і 1418 роками. Одна з важливих пам'яток сербської середньовічної культури. У 2010 році запропонований урядом Сербії як кандидат на внесення до списку Світової спадщини ЮНЕСКО. Головний храм монастиря освячений на честь Святій Трійці.

## Історія
Точна дата заснування деспотом Стефаном Лазаровичем монастиря на березі річки Ресава невідома. Монастир Ресава (так він називався в середньовіччя, назву Манасія він отримав пізніше), був побудований у двох кілометрах на північний захід від містечка Деспотовац у мальовничій долині. Будівництво монументального кам'яного храму та укріпленої фортеці захищеної мурам з одинадцятьма вежами тривало, з перервами, близько десяти років від 1407 до 1418. За цей час були збудовані храм, велика трапезна, житлові приміщення, господарчі будівлі, фортечні укріплення з вежами, захисними стінами та ровами.
Монастир будувався як резиденція деспота. Потужні стіни з 11 вежами, обведені ровом, являли собою неприступну фортецю. Найпотужніша вежа, — донжон (збереглася досі), — називається Деспотова вежа. Для входу в монастир в західній частині стіни була влаштована фортечна брама. Деспот Стефан раптово помер 19 липня 1427 року на полюванні. Сьогодні між науковцями триває суперечка про те, де був похований Стефан Лазаревич — в Копорінському монастирі чи в Манасії. Деякі вчені вважають, що людські рештки, знайдені в похованнях Манасії належать деспоту.
Відразу після заснування монастир став важливим культурним центром Сербської деспотовини, яким залишався протягом першої половини XV — початку XVI століття. Тут знаходилась знаменита Ресавська школа, де перекладалися і переписувалися книги навіть в період османського завоювання. Школа добре відома своїми рукописами та перекладами означеного вище періоду.

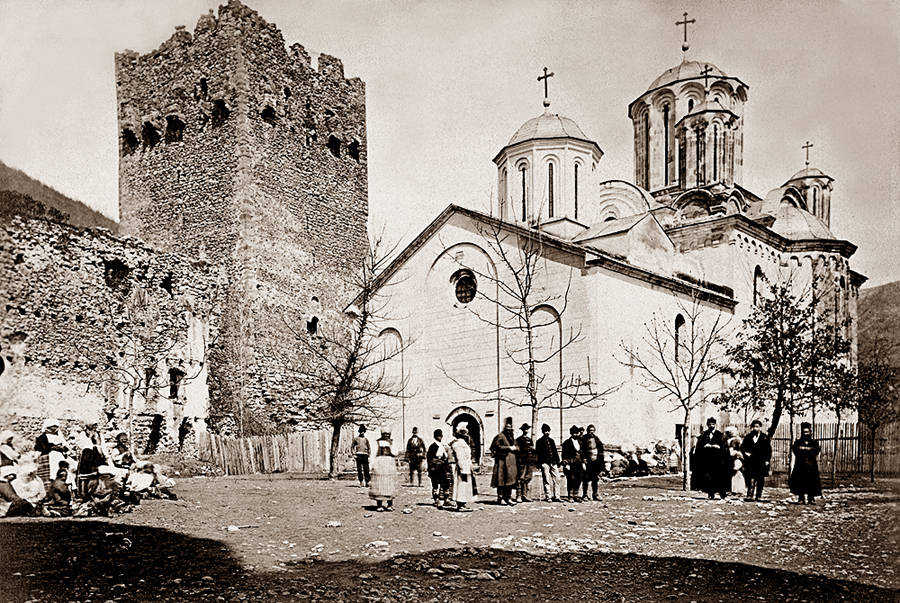
Монастир Манасія. 1875 рік

У 1439 році турки-османи захопили фортецю, але після переговорів залишили її. Потім захоплювали її у 1456 та 1458 роках, остаточно фортеця була зайнята в 1459 році. Протягом п'яти століть османського панування монастир кілька разів піддавався розграбуванню (1476, 1734 рік), був покинутий та зруйнований.
Усі ці часи укріплення Манасії розглядались владою як потужне укріплення в стратегічно важливому районі: за даними перепису 1476/78 років в монастирі квартирував османський гарнізон в 70 шабель на чолі з диздаром. 1689 року австрійці на короткий час захопили монастир, але турки швидко оговталися і відбили його назад. Після підписання Пожаревацького миру 1718 року монастир знову відійшов Габсбурзькій монархії. Австрійці до 1735 року відбудували і реконструювали монастирські укріплення. Втім після повернення турків духовне життя в Манасії знову завмерло. Так було до початку XIX століття та Першого сербського повстання, після якого духовне життя тут відновлювалося зусиллями ченця Іоаникія.
Під час Першого сербського повстання, монастир знову був практично зруйнований і кілька років перебував у руїнах, проте в середині XIX століття був відбудований: після відвідання монастиря князем Милошем Обреновичем у 1832 році, у 1844 році в Манасії були розпочаті роботи з її відновлення. Деякі роботи були також виконані наприкінці XIX століття. З того часу монастир не ремонтувався, через що його укріплення поступово руйнувались аж до 1929 року, коли в було проведено часткову реставрацію і консервацію фортеці.
З 1954 року Манасія — жіночий монастир.

## Архітектура
Будівництво монастирського комплексу в Ресаві у XV столітті визначалось не стільки культовими потребами, скільки його оборонними можливостями — це було потужна фортифікаційна споруда з міцними мурами, яка слугувала для оборони. Монастирська фортеця, побудована для захисту монастиря, складається з одинадцяти веж, з'єднаних між собою мурами оточеними ровом. Вежі в основному прямокутні, за винятком двох гексагональних і однієї квадратної форми. Серед веж виділяється донжон, відомий як Деспотова вежа. Монастирський комплекс Манасії включає храм Святої Трійці, який за своїм просторовим устроєм та архітектурним рішенням належить до найкрасивіших монастирських церков моравського стилю, велику трапезну («школу»), будівлі з чернечими келіями та господарські споруди. Значна частина історичних споруд, за винятком храму, зараз перебувають у руїнах. Зруйнована монастирська трапезна, окрім архітектурної цінності, має культурно-історичне значення, — саме в ній діяла Ресавська переписна школа.

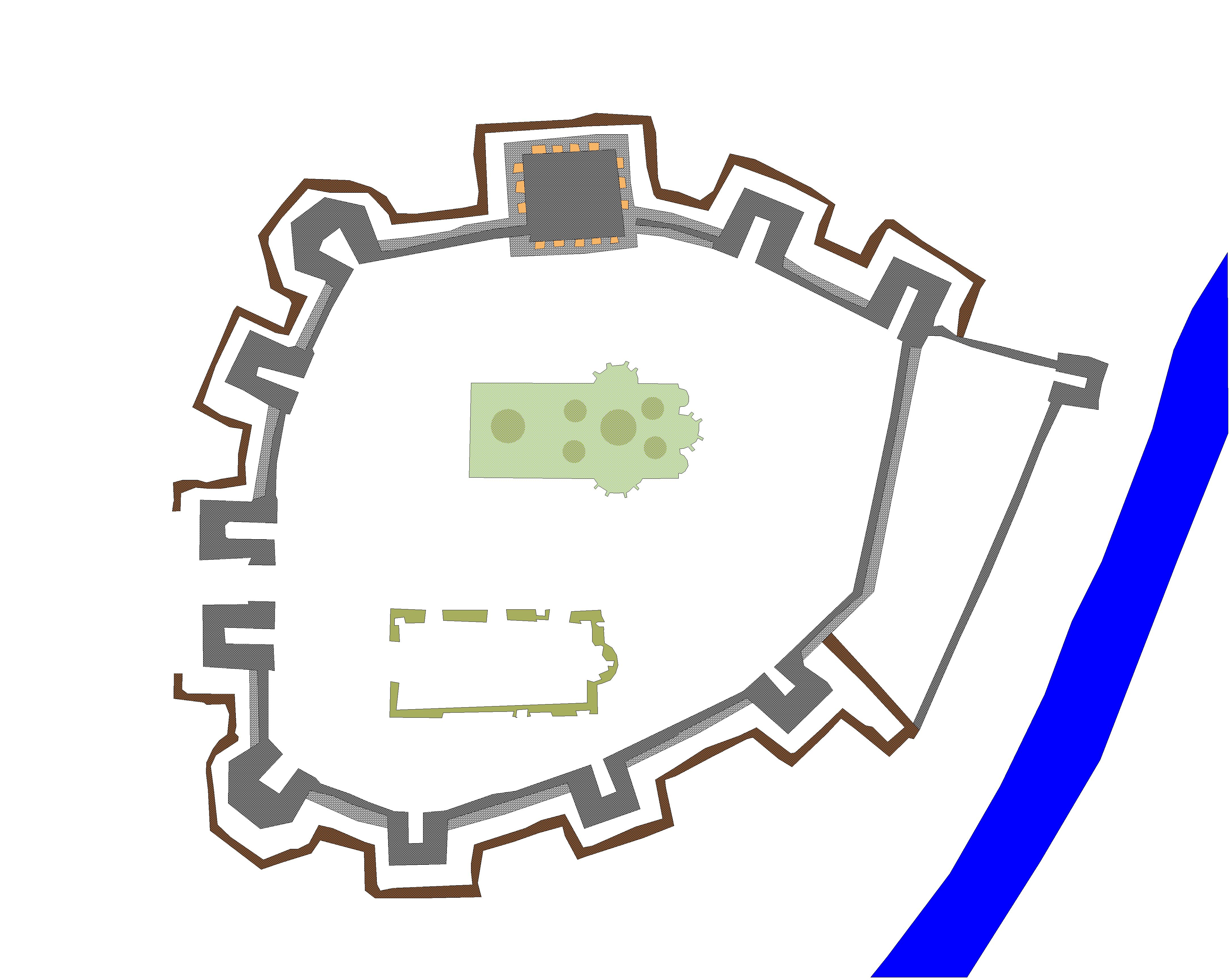
Схема території монастиря

Архітектурнно-музейний комплекс монастиря становить:
- Храм Святої Трійці
- Гробницю деспота Стефана († 1427)
- Могила Калояна Русоти († 1437)
- Трапезна («школа») XV ст.
- Деспотова вежа (донжон)
- Монастирські помешкання XV—XVII ст.
- Фортечні мури, рів, ескарп і контр-ексарп
- Аванфорт («мале місто»)
- Підземні ходи

### Монастирська фортеця

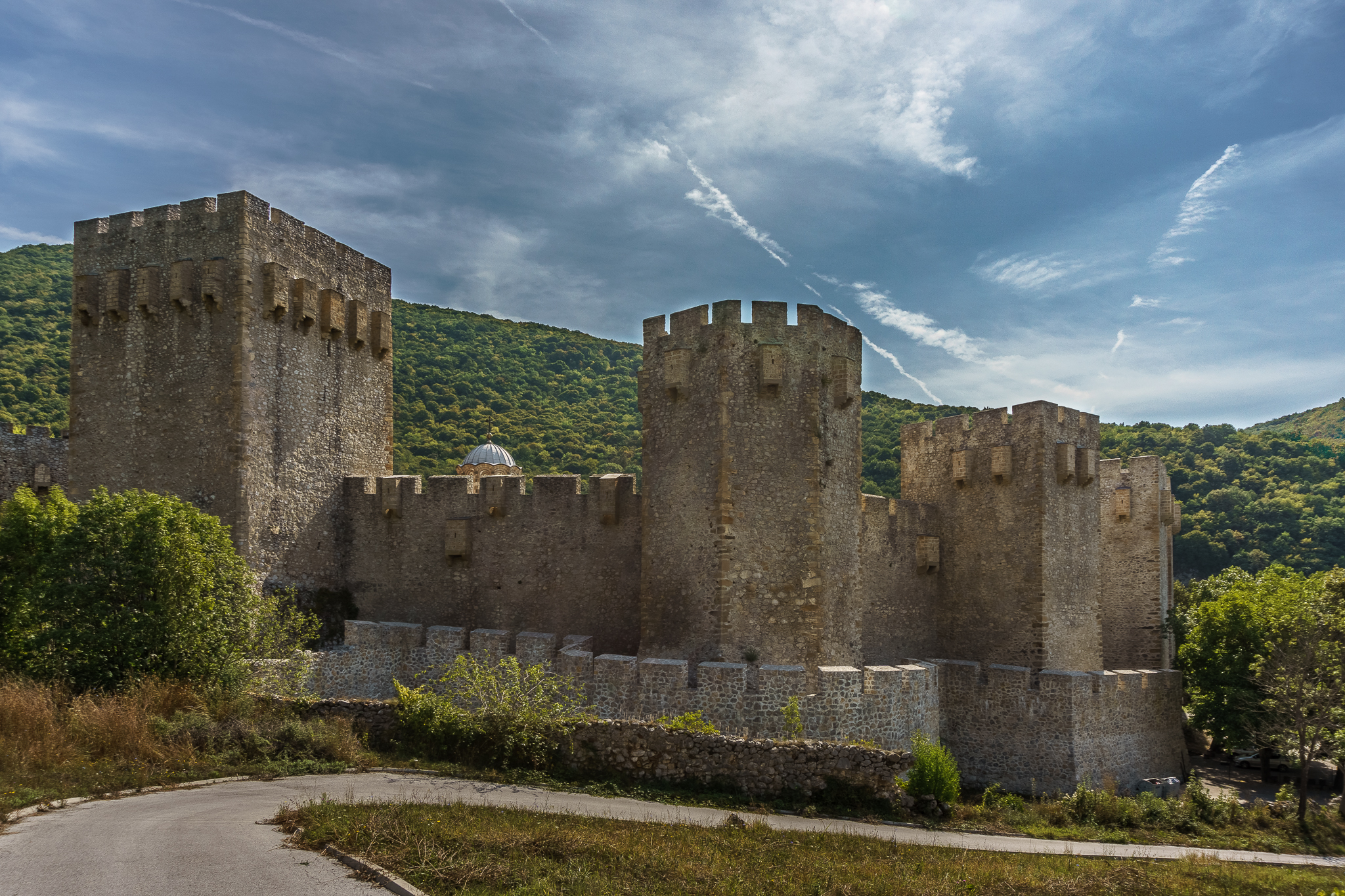
Цитадель Манасія ззовні

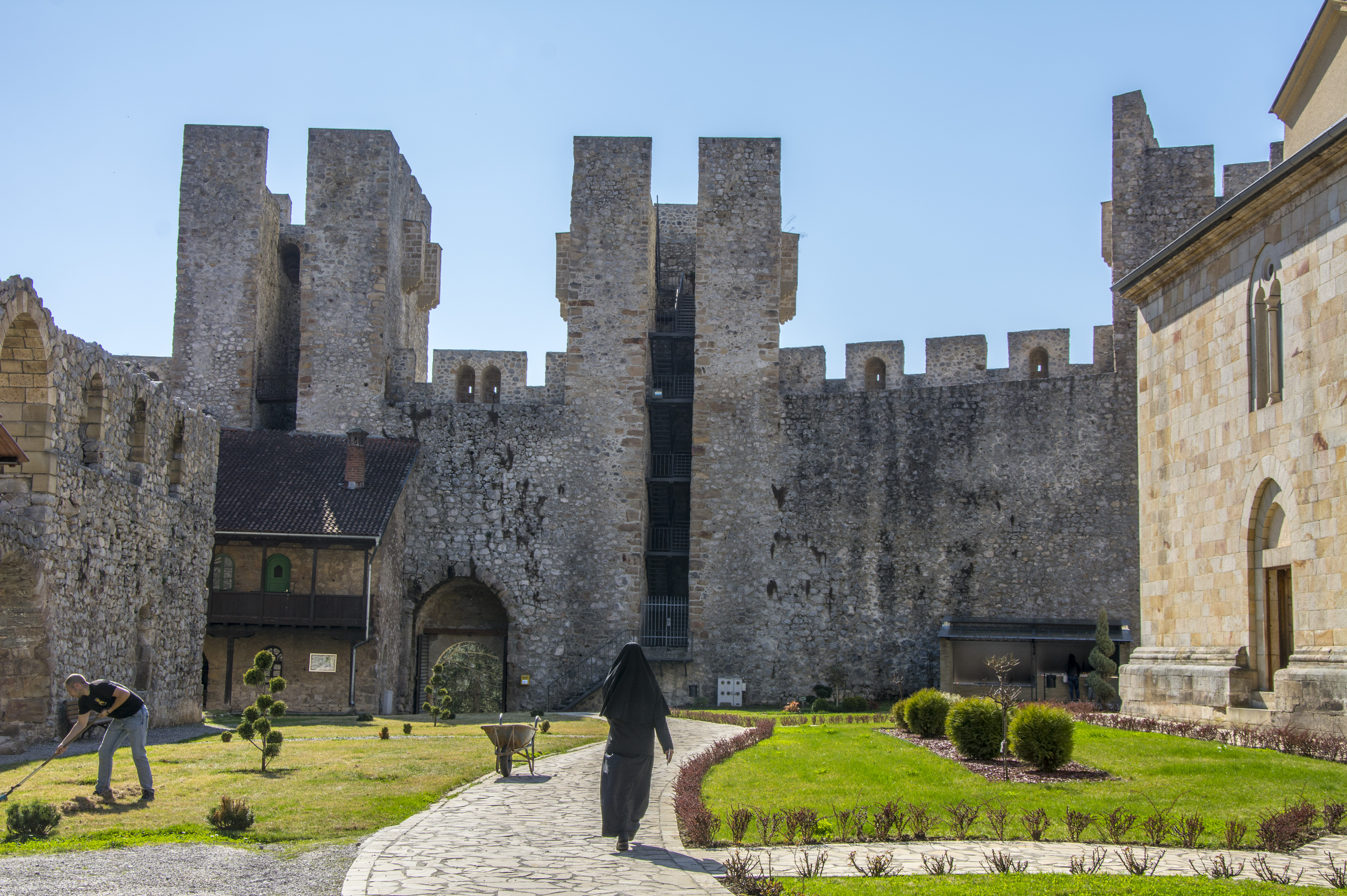
Вид на фортечні башти з монастирського двору

Комплекс Фортифікаційних споруд, що належить до найвищих досягнень сербського інженерного мистецтва пізнього Середньовіччя — основна особливість монастиря Манасія. Монастир оточує одинадцять веж поєднаних мурами. На східній стороні відстань між вежами більша, на західній — менша. Ключова оборонна споруда — донжон Деспотова вежа. На відстані двох метрів навколо цитаделі знаходилася ще один оборонний мур, таке інженерне рішення забезпечувало двоетапну оборону монастиря. Пізніше цей спосіб був застосований і при будівництві Смедеревської фортеці. Навколо форту був виритий оборонний рів завширшки близько 17 метрів, який спускався до «Малого міста». «Мале місто» — це 20-60-метровий аванфорт у північно-східній частині монастиря. Вважається, що там був дерев'яний міст через рів, що вів до перших воріт зовнішнього оборонного муру, а звідти до другої брами, яка вела у в монастирський двір. Брама була оточена двома вежами з машикулями.
Фортечні вежі були призначені виключно для оборони і не слугували для розміщення людей та житла. За архітектурними рішеннями усі вежі, крім донжона, однакові. Дві вежі мають форму нерівнобічного шестикутника, усі інші — видовжену чотирикутну основу. Вежі були розділені на поверхи: кожна має перший ярус і шість поверхів, з четвертого поверху можна було вийти на стіну. По периметру веж виступають машикулі — на шестикутних їх було по п'ять, а на чотирикутних по шість. Загалом цитадель мала 104 машикулі. Дах веж був покритий свинцевими листами. Фортечні мури мали висоту 12 метрів і ширину близько 3,20 метри. На кожній стіні було два або три машикулі. Основна оборонна споруда — башта-донжон квадратна в основі радіусом біля 14,5 метрів. Загальна площа п'ятиповерхової башти 360 м². Вона мала один вхід, а на п'ятому поверсі — 19 машикуль.

### Храм Святої Трійці

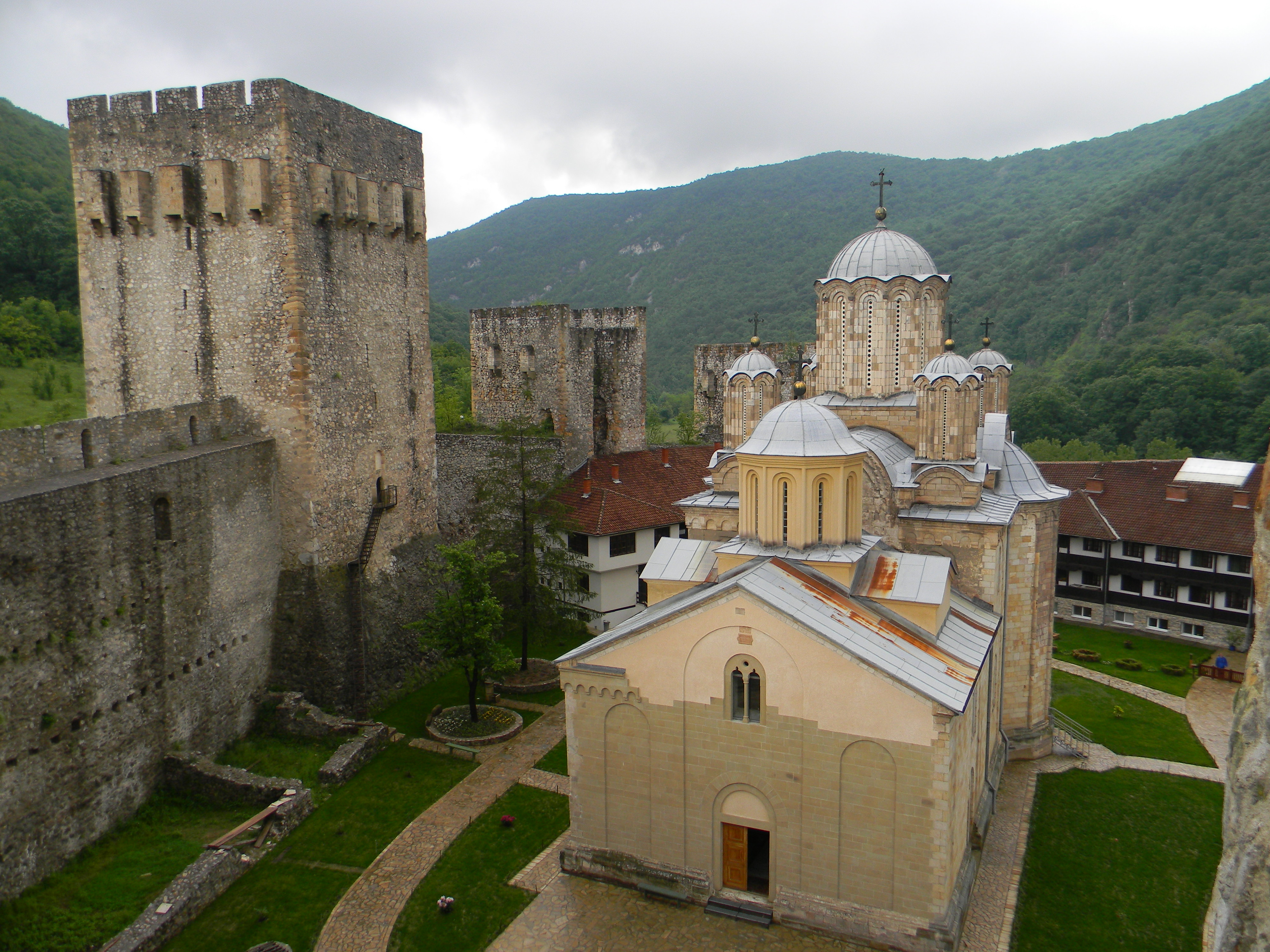
Храм Святої Трійці в Манасії

Монастирський храм присвячений Святій Трійці є однією з найважливіших архітектурних пам'яток моравського стилю в Сербії. За характером фасадного оформлення храм сильно відрізняється від інших церков цієї епохи. Церква складається з двох окремих частин: нефа на сході і нартекса на заході — храм являє собою хрестово-купольну споруду, з трьома конхами і з п'ятьма куполами на високих барабанах. Із західного боку до церкви примикає великий притвор з куполом. Зовні стіни оздоблені точно нарізаними кам'яними плитами з пісковика, довжина яких іноді перевищує метр, розташованими правильними рядами.
Наос має чотири входи — два з заходу, а один — в апсиді з хорами. Вікна розташовані в двох зонах, окрім західної стіни, але вони лише частково збереглися. Притвор примикає до наосу з заходу. Його основа квадратна і відповідає ширині наосу. Верхній поверх храму має хрестоподібну форму, ідентичну наосу. Нартекс покритий високим двосхилим дахом. Північний фасад притвору, складений з пісковикових блоків правильної форми, добре зберігся. Фасад південної стіни пошкоджений. Західна стіна також складена з блоків пісковику. Часткове оновлення фасаду було здійснене у 2005 році.
Частково збереглася автентична кам'яна підлога з білого мармуру, зеленої брекчії та червоного вапняку. Сучасний її вигляд — результат реконструкції у XVIII—XIX століттях. Частково реконструйовані також західні склепіння та дерев'яна конструкція даху. Передбачається, що у приматів був розв'язок розвиненого вписаного хреста. Сучасна конструкція склепіння виглядала так само, як і оригінальна.

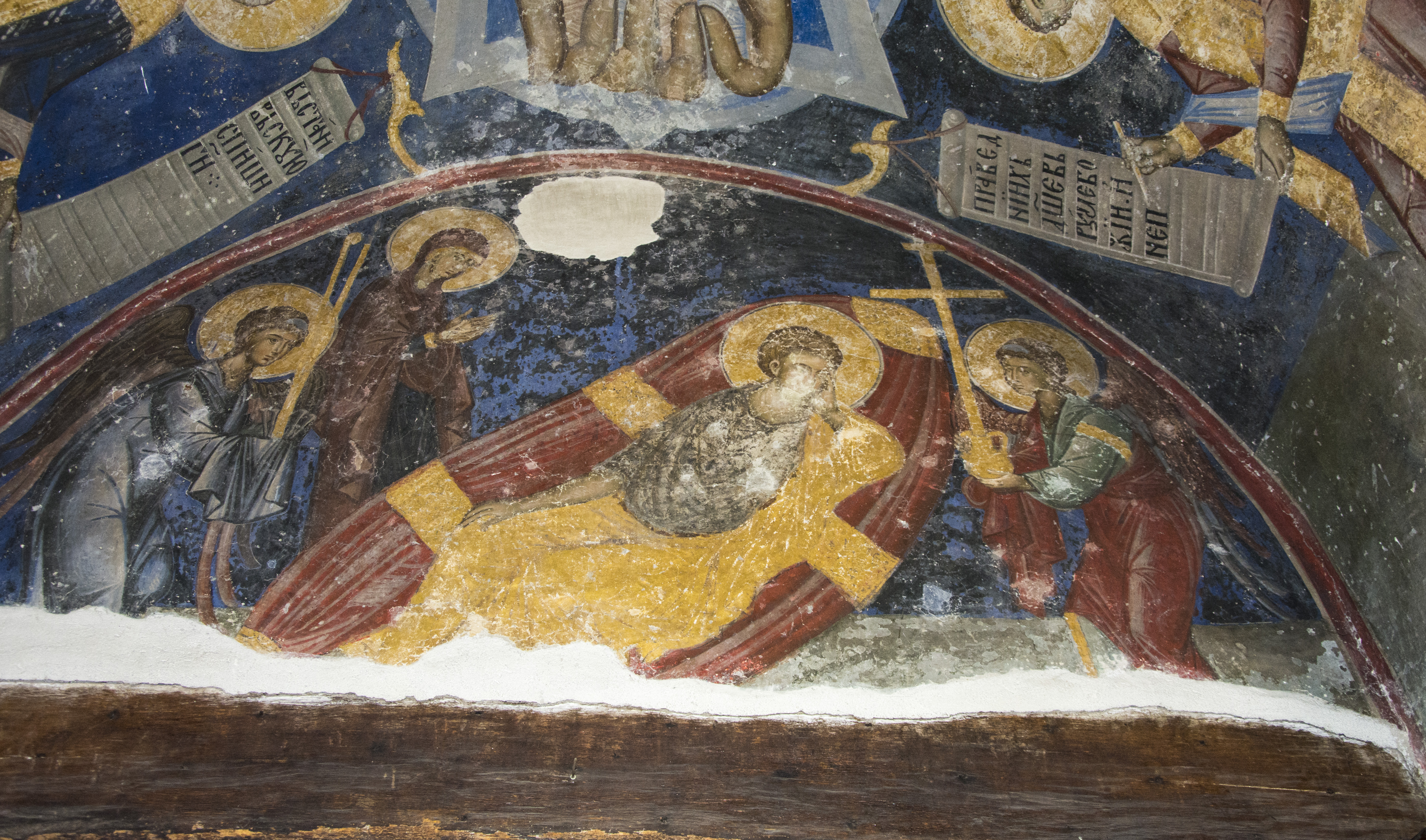
Сцена «Недремне Око» на головному склепінні

Троїцький храм, хоча й належить до зразків моравської школи архітектури, проте, на відміну від тодішньої традиційного архітектурного стилю, архітектурне рішення храму в Манасії дуже відрізняється від інших церков цієї епохи. Вибір матеріалів, приховане застосування кам'яного оздоблення демонструє значні відмінності пануючих на той час від архітектурних рішень. Деякі декоративні елементи, такі як, наприклад, горизонтальний вінець з променеподібним фризом, який несуть профільовані консолі, та маленькі капітелі з колонетами на апсидах, мають середземноморське походження. В інтер'єрі церкви ховається ненав'язлива гармонія, яка підкреслюється мозаїками, що є рідкісним і оригінальним для сербської середньовічної архітектури.
Фрески Манасії відрізняє м'який округлий малюнок, музична ритмічність композицій, висвітлений колорит, характерні для пізньопалеологівського мистецтва рубежу кінця XIV — першої третини XV століть, загальне в образах Манасії — споглядальний, просвітлений стан, подібний до блаженства, при цьому — близькість людини і світу його почуттів. В апсиді Троїцької церкви — Причастя апостолів, Поклоніння Агнцеві, в куполі — пророки, в наосі — фрагменти Великих свят, чудеса Христові, в нижньому ярусі — святі воїни, на західній стіні — Успіння Богородиці, під ним — портрет ктитора деспота Стефана з макетом церкви в руках. Фрески Манасії, — видатний пам'ятник Моравської школи.

### Монастирська трапезна

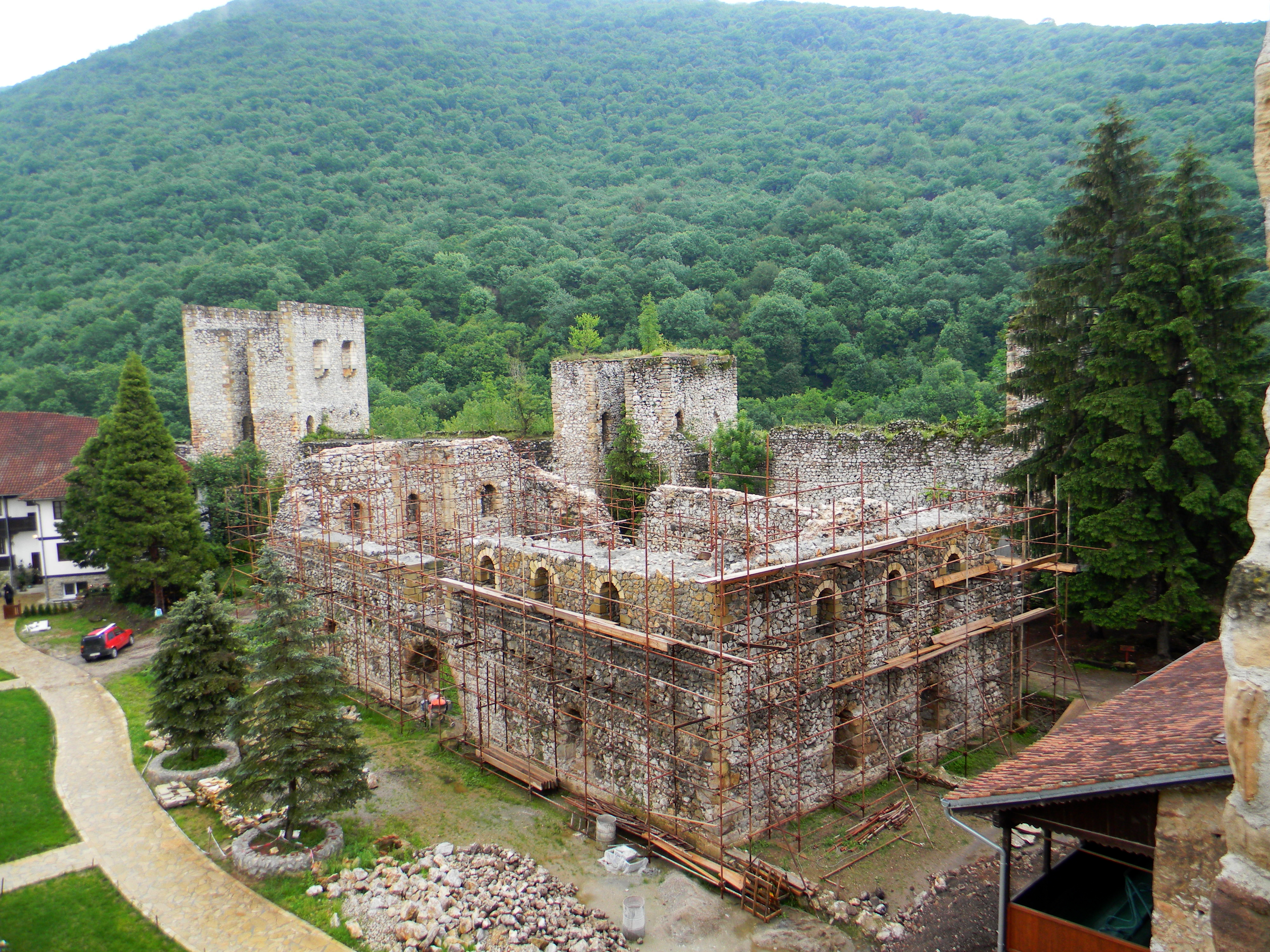
Руїни трапезної в будівельному риштуванні

На південь від Троїцький храм збереглися руїни трапезної. Будівля має прямокутну основу. Залишки трапезної — найкраще збережені елементи будівлі первісного монастирського комплексу XV століття. Приміщення, що має довжину 32 і ширину 16,8 метрів, могло поміщати від 250 до 300 осіб. Воно мало два поверхи. На першому поверсі готували їжу, а другий слугував монастирською їдальнею. Головний фасад трапезної спрямований на північ, в бік храму. У північній стіні був вхід на перший поверх, але також був менший вхід у східну частину південної стіни. Вікна першого поверху були розташовані симетрично на півночі, сході та заході.
Техніка кладки стін трапезної така ж, як і на вежах і валах. Стіни були побудовані з буту і великого каміння, з'єднаного вапняним розчином. Підлога була дерев'яною. На чотири дерев'яних стовпа, укріплені посеред трапезної спирався дах, який, як вважається, був вкритий свинцевою покрівлею. Інтер'єр стін не зберігся, але видно, що їдальня була розписана.

### Інші будівлі

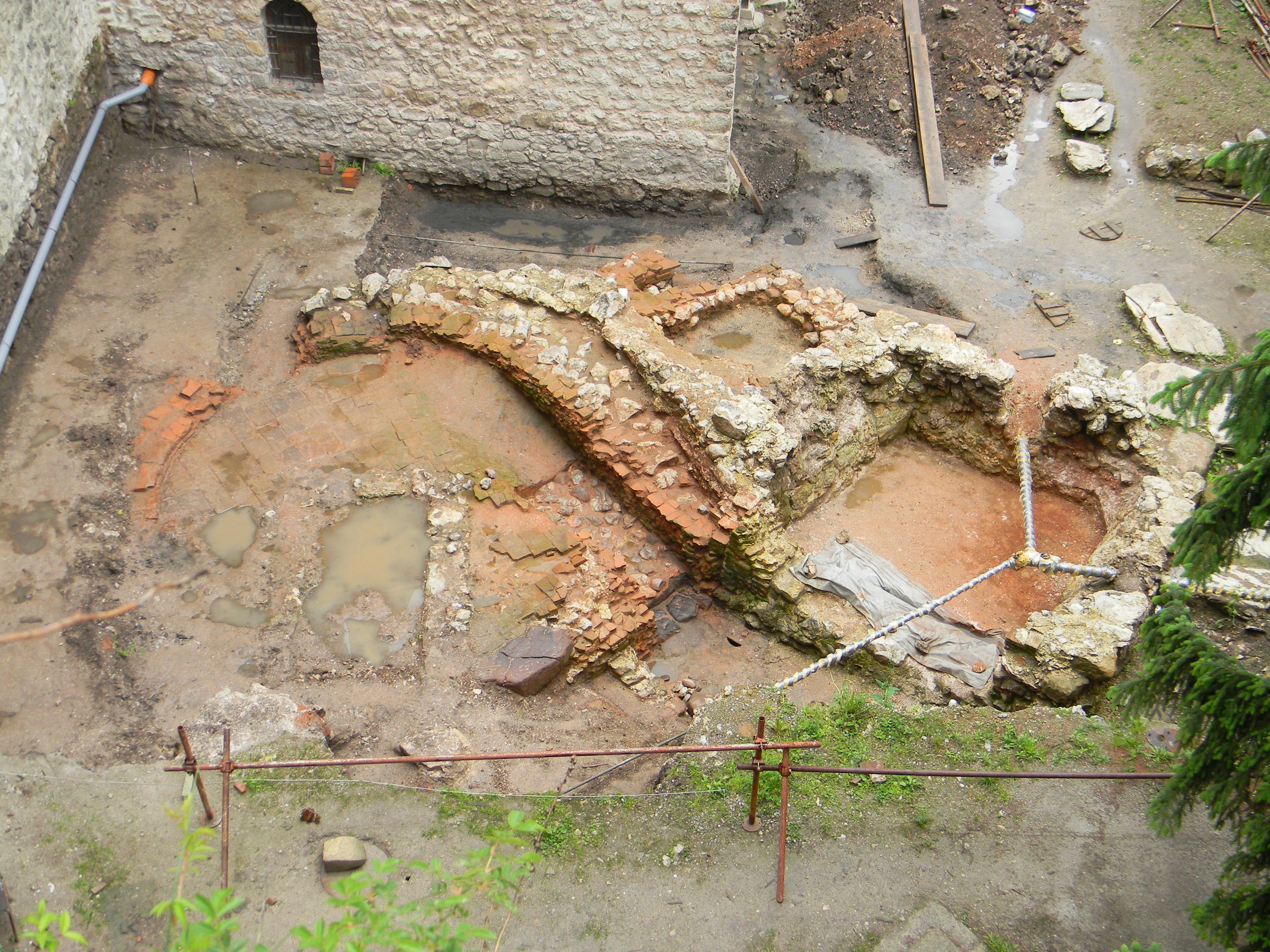
Руїни господарської споруди

На території монастиря, крім храму та трапезної, розташовувались й інші будівлі, необхідні для життя монастирської братії. Це були чернечі келії, комори, майстерні та лікарня. Вони, переважно, не були капітальними спорудами, і тому з часом зникали. Сьогодні про них свідчать залишки стін.
У північній частині фортеці знаходилися дві будівлі, одна на заході, а інша — на сході від Деспотової вежі. Західна споруда має видовжений прямокутний фундамент довжиною 25 і шириною близько 7,5 метра. Північна і західна її стіни утворені фортечними мурами. Метрові вшир залишки південної і західної стін були викладені з бутового каменю. Перший поверх будівлі ділиться на дві кімнати неоднорідного розміру. Вважається, що на цьому місці спочатку була дерев'яна будівля, але пізніше на її місці був побудований новий кам'яний двоповерховий будинок. Будівля на схід від вежі Деспота була дерев'яна, довжиною близько 33 метрів і шириною близько 8,5 метри.
За винятком трапезної, найбільша будівля монастирського селища розташована у східній частині подвір'я. Вона була близько 60 метрів завдовжки, про що свідчать залишки першого поверху і підлоги. Ще дві будівлі розташовані в західній частині двору, на південь від входу, а інша — навпроти західного фасаду храму. Будівля, розташована на південь від входу збереглася найкраще: прямокутна, з фундаментом близько 6,5 на 13,5 метри, вона була прибудована до вежі, мала три поверхи і була збудована з битого каменю. Як і більшість об'єктів, вона була знищена в результаті пожежі, після якої вона, швидше за все, відбудовувалась. Ще одна прямокутна будівля навпроти західного фасаду храму становить близько 7 метрів вшир і 13,5 метри завдовжки. Збереглись залишки її стін товщиною від 0,6 до 2 метрів з битого каменю.

## Археологічні дослідження

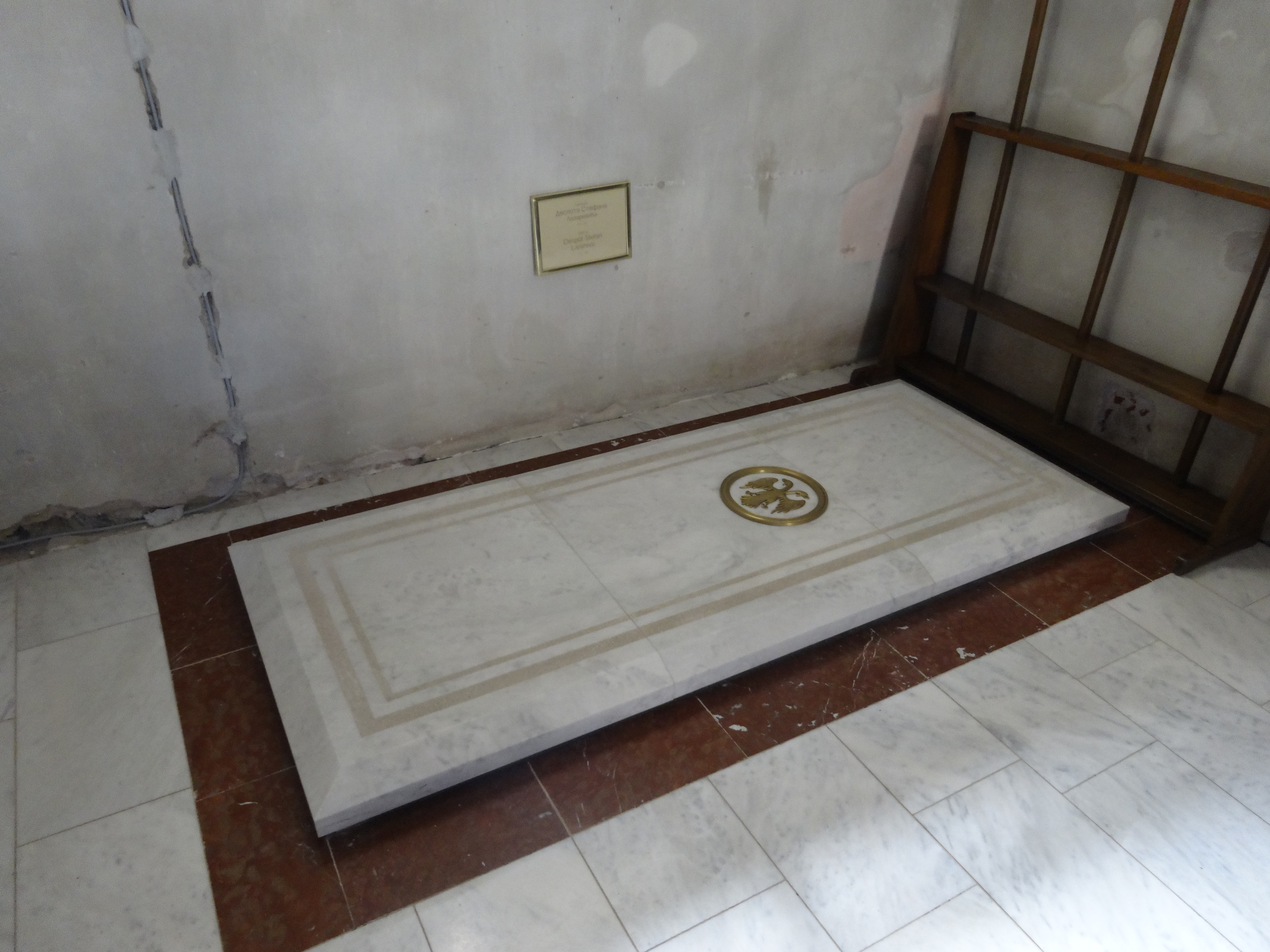
Гробниця деспота Стефана

Перші дослідно-реставраційні роботи проводилися в монастирі з 1956 до 1964 року під керівництвом професора Слободана Ненадовича. Роботи включали в себе реконструкцію південного фасаду храму, заміну ушкоджених блоків будівлі, відновлення мозаїчної підлоги, штукатурку і фарбування внутрішніх інтер'єрів не займаючи розпису і фресок. Великий обсяг робіт був проведений також з реставрації Вежі деспота. Частково досліджувалися залишки середньовічної їдальні. Завдяки високому ступеню збереження веж і валів, їх відновлення почалося у 1990-х, після чого зовнішній вигляд донжона був повністю відновлений; були відновлені також інші вежі, фортечні стіни і брама. В той же період розпочалися археологічні дослідження в Святотроїцькому храмі монастиря.
У 2005 році були проведені розкопки в північно-східній частині монастиря, а у 2006 — під монастирським храмом, здійснене дослідження гробниці деспота в південно-західній частині храму. Археологічна команда з Великої Британії на чолі з Маріном Брмболічем дослідила рештки людини, яка вважається деспотом Стефаном Лазаревичем. Порівняння ДНК з останками його батька князя Лазаря підтвердило, що залишки належать двом тісно пов'язаним особам. Проте, не виключено, що це може бути також поховання брата деспота Стефана Вука. Втім, офіційна позиція Сербської православної церкви, що в Манасії похований Стефан Лазаревич, а його брат Вук Лазаревич — в Копорінському монастирі.
Під час розкопок навпроти гробниці деспота виявлене ще одне поховання, яке, вважається, належить Могиле Калояну Русоті, греку з Ново-Брдо, знатному вельможі при дворі деспота, який був похований у 1437 році.